# Tom Malchow
Thomas Andrew Malchow dit Tom Malchow (né à Saint Paul dans le Minnesota le 18 août 1976) est un nageur américain spécialiste du 200 m nage papillon.

## Biographie
À l'âge de 5 ans, il commence la natation comme thérapie à son asthme chronique. Il a dit : « la natation est plus compatible avec l'asthme que des sports de terre. L'environnement contrôlé d'une piscine est très bon pour moi »
Dans la discipline du 200 m nage papillon, il a participé à trois Jeux olympiques d'été, ceux de 1996 où il remporte une médaille d'argent, ceux de 2000 où il remporte une médaille d'or et ceux de 2004 où il termine huitième. Lors de ces derniers jeux, il a été le capitaine de l'équipe masculine américaine de natation.
Il a battu le record du monde de Denis Pankratov en 2000.

## Palmarès

### Jeux olympiques
- Jeux olympiques de 1996 à Atlanta (États-Unis) :
  -  Médaille d'argent du 200 m papillon (Temps : 1 min 57 s 44).

- Jeux olympiques de 2000 à Sydney (Australie) :
  -  Médaille d'or du 200 m papillon (Temps : 1 min 55 s 35).

### Championnats du monde
- Championnats du monde de natation 1998 à Perth (Australie) :
  -  médaille de bronze du 200 m papillon (Temps : 1 min 57 s 26).

- Championnats du monde de natation 2001 à Fukuoka (Japon) :
  -  médaille d'argent du 200 m papillon (Temps : 1 min 55 s 28).

- Championnats du monde de natation 2003 à Barcelone (Espagne) :
  -  médaille de bronze du 200 m papillon (Temps : 1 min 55 s 66).

## Records

### Grand bassin (50 m)
- Record du monde du 200 m papillon, en 1 min 55 s 18, le 17 juin 2000 à Charlotte aux États-Unis.